# Bogra
Bogra este un oraș din Bangladesh.